# Atletismo nos Jogos Olímpicos de Verão de 2020 - Revezamento 4x400 m masculino
O evento dos revezamento 4x400m masculino nos Jogos Olímpicos de Verão de 2020 ocorreu nos dias 6 e 7 de agosto de 2021 no Estádio Olímpico. Um total de dezesseis equipes de até cinco atletas cada (além de eventuais reservas) participaram.

## Qualificação
Os Comitês Olímpicos Nacionais (CONs) podem qualificar uma equipe de revezamento de uma das três maneiras a seguir:
- Os 8 primeiros CONs do Campeonato Mundial de Atletismo de 2019 qualificaram uma equipe de revezamento.
- Os 8 primeiros CONs no Campeonato Mundial de Revezamentos de 2021 qualificaram uma equipe de revezamento.
- Caso um CON tenha se colocado entre os 8 primeiros tanto no Campeonato Mundial quanto no Mundial de Revezamentos, a vaga foi alocada para o CON melhor ranqueado em 29 de junho de 2021. Foi o caso de quatro equipes, fazendo com que quatro vagas ficassem disponíveis através do ranking mundial.

O período de qualificação foi originalmente de 1 de maio de 2019 a 29 de junho de 2020. Devido à pandemia de COVID-19, o período foi suspenso de 6 de abril de 2020 a 30 de novembro de 2020, com a data final estendida para 29 de junho de 2021. Os padrões de tempo de qualificação poderiam ser obtido em várias competições durante o período determinado que tenham a aprovação da IAAF. Tanto competições ao ar livre quanto em recinto fechado eram elegíveis para a qualificação. Os campeonatos continentais mais recentes podem ser contados no ranking, mesmo que não durante o período de qualificação

## Formato
O evento continua a usar o formato de duas fases (eliminatórias e final) introduzido em 2012. São 2 baterias iniciais, com as 3 primeiras equipes em cada uma e as 2 com os melhores tempos no geral avançando para a final.

## Calendário
Horário local (UTC +9)
| 6 de agosto   | 7 de agosto |
| 19:50         | 21:50       |
| ------------- | ----------- |
| Eliminatórias | Final       |

## Medalhistas
|  | USA Estados Unidos                                                                                   |  | NED Países Baixos                                                              |  | BOT Botsuana                                           |
|  | Michael Cherry Michael Norman Bryce Deadmon Rai Benjamin Trevor Stewart Randolph Ross Vernon Norwood |  | Liemarvin Bonevacia Terrence Agard Tony van Diepen Ramsey Angela Jochem Dobber |  | Isaac Makwala Baboloki Thebe Zibane Ngozi Bayapo Ndori |

## Recordes
Antes desta competição, os recordes mundiais, olímpicos e regionais existentes eram os seguintes: 
| Tipo             | Atletas                                                       | Tempo   | Local     | Data                 |
| ---------------- | ------------------------------------------------------------- | ------- | --------- | -------------------- |
| Recorde mundial  | Andrew Valmon, Quincy Watts, Butch Reynolds, Michael Johnson  | 2:54.29 | Stuttgart | 22 de agosto de 1993 |
| Recorde olímpico | LaShawn Merritt, Angelo Taylor, David Neville, Jeremy Wariner | 2:55.39 | Pequim    | 23 de agosto de 2008 |

### Por região
| Área                               | Tempo | Atletas                                                                           | Nação          |
| ---------------------------------- | ----- | --------------------------------------------------------------------------------- | -------------- |
| África                             | 37.65 | Clement Chukwu, Jude Monye, Sunday Bada, Enefiok Udo-Obong                        | Nigéria        |
| Ásia                               | 37.43 | Abderrahman Samba, Mohamed Nasir Abbas, Mohamed El Nour, Abdalelah Haroun         | Catar          |
| Europa                             | 37.36 | Iwan Thomas, Jamie Baulch, Mark Richardson, Roger Black                           | Reino Unido    |
| América do Norte, Central e Caribe | 36.84 | Andrew Valmon, Quincy Watts, Butch Reynolds, Michael Johnson                      | Estados Unidos |
| Oceania                            | 38.17 | Darren Clark, Rick Mitchell, Gary Minihan, Bruce Frayne                           | Austrália      |
| América do Sul                     | 37.72 | Eronilde Araújo, Anderson Jorge dos Santos, Claudinei da Silva, Sanderlei Parrela | Brasil         |

Os seguintes recordes nacionais foram estabelecidos durante a competição:
| CON           | Atletas                                                             | Rodada        | Tempo   | Notas            |
| ------------- | ------------------------------------------------------------------- | ------------- | ------- | ---------------- |
| Botsuana      | Isaac Makwala, Baboloki Thebe, Zibane Ngozi, Bayapo Ndori           | Eliminatórias | 2:58.33 | Recorde africano |
| Botsuana      | Isaac Makwala, Baboloki Thebe, Zibane Ngozi, Bayapo Ndori           | Final         | 2:57.27 | Recorde africano |
| Itália        | Alessandro Sibilio, Vladimir Aceti, Edoardo Scotti, Davide Re       | Eliminatórias | 2:58.91 |                  |
| Itália        | Davide Re, Vladimir Aceti, Edoardo Scotti, Alessandro Sibilio       | Final         | 2:58.81 |                  |
| Países Baixos | Jochem Dobber, Terrence Agard, Tony van Diepen, Ramsey Angela       | Eliminatórias | 2:59.06 |                  |
| Países Baixos | Liemarvin Bonevacia, Terrence Agard, Tony van Diepen, Ramsey Angela | Final         | 2:57.18 |                  |
| Índia         | Muhammed Anas, Noah Nirmal Tom, Amoj Jacob, Arokia Rajiv            | Eliminatórias | 3:00.25 | Recorde asiático |
| Japão         | Rikuya Itō, Kaito Kawabata, Kentarō Satō, Aoto Suzuki               | Eliminatórias | 3:00.76 |                  |
| Bélgica       | Alexander Doom, Jonathan Sacoor, Dylan Borlée, Kevin Borlée         | Final         | 2:57.88 |                  |

## Resultados

### Eliminatórias
Regra de qualificação: as 3 primeiras equipes de cada bateria (Q) e as seguintes 2 com tempos mais rápidos (q) avançam a final.

#### Bateria 1
| Pos. | Raia | CON                   | Atletas                                                            | Reação | Tempo   | Notas                |
| ---- | ---- | --------------------- | ------------------------------------------------------------------ | ------ | ------- | -------------------- |
| 1    | 7    | USA Estados Unidos    | Trevor Stewart, Randolph Ross, Bryce Deadmon, Vernon Norwood       | 0.180  | 2:57.77 | Q,                   |
| 2    | 9    | BOT Botsuana          | Isaac Makwala, Baboloki Thebe, Zibane Ngozi, Bayapo Ndori          | 0.200  | 2:58.33 | Q,                   |
| 3    | 3    | TTO Trinidad e Tobago | Deon Lendore, Jereem Richards, Machel Cedenio, Dwight St. Hillaire | 0.193  | 2:58.60 | Q,                   |
| 4    | 4    | ITA Itália            | Alessandro Sibilio, Vladimir Aceti, Edoardo Scotti, Davide Re      | 0.144  | 2:58.91 | q,                   |
| 5    | 2    | NED Países Baixos     | Jochem Dobber, Terrence Agard, Tony van Diepen, Ramsey Angela      | 0.178  | 2:59.06 | q,                   |
| 6    | 5    | GBR Grã-Bretanha      | Cameron Chalmers, Joe Brier, Lee Thompson, Michael Ohioze          | 0.245  | 3:03.29 | Recorde da temporada |
| 7    | 6    | CZE República Checa   | Patrik Šorm, Pavel Maslák, Michal Desenský, Vít Müller             | 0.169  | 3:03.61 |                      |
| 8    | 8    | GER Alemanha          | Marvin Schlegel, Luke Campbell, Jean Paul Bredau, Manuel Sanders   | 0.197  | 3:03.62 |                      |

#### Bateria 2
| Pos. | Raia | CON               | Atletas                                                                | Reação | Tempo   | Notas                |
| ---- | ---- | ----------------- | ---------------------------------------------------------------------- | ------ | ------- | -------------------- |
| 1    | 8    | POL Polônia       | Dariusz Kowaluk, Karol Zalewski, Jakub Krzewina, Kajetan Duszyński     | 0.160  | 2:58.55 | Q,                   |
| 2    | 4    | JAM Jamaica       | Demish Gaye, Jaheel Hyde, Karayme Bartley, Nathon Allen                | 0.188  | 2:59.29 | Q,                   |
| 3    | 6    | BEL Bélgica       | Alexander Doom, Jonathan Sacoor, Dylan Borlée, Jonathan Borlée         | 0.148  | 2:59.37 | Q,                   |
| 4    | 2    | IND Índia         | Muhammed Anas, Noah Nirmal Tom, Amoj Jacob, Arokia Rajiv               | 0.138  | 3:00.25 | Recorde asiático     |
| 5    | 7    | JPN Japão         | Rikuya Itō, Kaito Kawabata, Kentarō Satō, Aoto Suzuki                  | 0.143  | 3:00.76 | =                    |
| 6    | 5    | FRA França        | Thomas Jordier, Muhammad Abdallah Kounta, Ludovic Ouceni, Gilles Biron | 0.166  | 3:00.81 | Recorde pessoal      |
| 7    | 9    | RSA África do Sul | Lythe Pillay, Zakithi Nene, Ranti Dikgale, Thapelo Phora               | 0.151  | 3:01.18 | Recorde da temporada |
| 8    | 3    | COL Colômbia      | Jhon Perlaza, Diego Palomeque, Raúl Mena Pedroza, Jhon Solís           | 0.164  | 3:03.20 | Recorde da temporada |

### Final
A final foi disputada em 7 de agosto, às 21:50 locais.
| Pos.              | Raia | CON                   | Atletas                                                                | Reação | Tempo   | Notas                |
| ----------------- | ---- | --------------------- | ---------------------------------------------------------------------- | ------ | ------- | -------------------- |
| Medalha de ouro   | 4    | USA Estados Unidos    | Michael Cherry, Michael Norman, Bryce Deadmon, Rai Benjamin            | 0.185  | 2:55.70 | Recorde da temporada |
| Medalha de prata  | 2    | NED Países Baixos     | Liemarvin Bonevacia, Terrence Agard, Tony van Diepen, Ramsey Angela    | 0.176  | 2:57.18 | Recorde nacional     |
| Medalha de bronze | 7    | BOT Botsuana          | Isaac Makwala, Baboloki Thebe, Zibane Ngozi, Bayapo Ndori              | 0.212  | 2:57.27 | Recorde africano     |
| 4                 | 9    | BEL Bélgica           | Alexander Doom, Jonathan Sacoor, Dylan Borlée, Kevin Borlée            | 0.149  | 2:57.88 | Recorde nacional     |
| 5                 | 6    | POL Polônia           | Dariusz Kowaluk, Karol Zalewski, Mateusz Rzeźniczak, Kajetan Duszyński | 0.157  | 2:58.46 | Recorde da temporada |
| 6                 | 5    | JAM Jamaica           | Demish Gaye, Christopher Taylor, Jaheel Hyde, Nathon Allen             | 0.195  | 2:58.76 | Recorde da temporada |
| 7                 | 3    | ITA Itália            | Davide Re, Vladimir Aceti, Edoardo Scotti, Alessandro Sibilio          | 0.161  | 2:58.81 | Recorde nacional     |
| 8                 | 8    | TTO Trinidad e Tobago | Deon Lendore, Jereem Richards, Dwight St. Hillaire, Machel Cedenio     | 0.179  | 3:00.85 |                      |

Legenda
| Recorde mundial      | Recorde mundial (World record)               |                       | Recorde africano                      | Recorde africano (African) |                                           | Q | Classificado por posição (Qualified) |
| Recorde olímpico     | Recorde olímpico (Olympic record)            | Recorde da América    | Recorde da América (Americas)         | q                          | Classificado por melhor tempo (Qualified) |   |                                      |
| Melhor marca do ano  | Melhor marca do ano (World leading)          | Recorde asiático      | Recorde asiático (Asian)              | DNS                        | Não largou (Did not start)                |   |                                      |
| Recorde nacional     | Recorde nacional (National record)           | Recorde europeu       | Recorde europeu (European)            | DNF                        | Não terminou (Did not finish)             |   |                                      |
| Recorde pessoal      | Recorde pessoal do atleta (Personal best)    | Recorde da Oceania    | Recorde da Oceania (Oceania)          | DSQ / DQ                   | Desclassificado (Disqualified)            |   |                                      |
| Recorde da temporada | Recorde da temporada do atleta (Season best) | Recorde sul-americano | Recorde sul-americano (South America) | NM                         | Sem marca (No mark)                       |   |                                      |